# Triennale di Luanda
La Triennale di Luanda, in lingua originale Trienal de Luanda, è un'esposizione di arte contemporanea con cadenza triennale, organizzata a Luanda in Angola. La prima edizione si è svolta nel 2005-2007, la seconda nel 2010.

## Storia
La Triennale di Luanda nasce per iniziativa dell'artista e curatore Fernando Alvim. Secondo la descrizione del progetto pubblicata nel sito della Fondazione Sindika Dokolo, la triennale intende riflettere sulla storia dell'Angola e riconciliare il pubblico angolano con la modernità internazionale; la triennale mette in discussione i meccanismi abituali con i quali la cultura è promossa in Africa e vuole essere una piattaforma e un laboratorio culturale che osserva e analizza i cambiamenti emotivi ed estetici della società in rapporto all'ambiente politico e sociale. Secondo Cédric Vincent, la triennale è caratterizzata da uno stretto legame con la città: il suo obiettivo è di essere un laboratorio capace di raccogliere informazioni multidisciplinari (storia, antropologia, architettura, urbanistica) sulla città di Luanda; il progetto vuole rianimare molti spazi della città abbandonati durante gli anni della guerra e creare meccanismi culturali capaci di rendere gli artisti socialmente ed economicamente autonomi e di conseguenza capaci di contribuire profondamente alla riflessione politica e culturale.
La prima edizione della Triennale di Luanda viene annunciata da Fernando Alvim durante la Biennale di Dakar del 2002 e organizzata con più eventi tra il 2005 e il 2007.

## Organizzazione
La Triennale è diretta da Fernando Alvim attraverso la sua agenzia di produzione TACCA - Territórios de Arte e Cultura Contemporânea Africana e con il sostegno della Fondazione Sindika Dokolo.

### Triennale di Luanda, prima edizione, 2006-2007
La prima edizione della Triennale di Luanda si svolge tra il 2005 e il 2007 con il titolo Arte, storia, cultura e politica contemporanea (Contemporary Art, History, Culture and Politics).
Le esposizioni sono organizzate all'interno di una serie di spezi espositivi creati in fabbriche abbandonate. La triennale riesce infatti a creare delle collaborazioni con imprese locali per ottenere da loro l'uso di spazi lasciati vuoti durante gli anni di guerra dell'Angola. L'idea è quella di ridurre i conflitti all'interno della città attraverso la creazione di spazi aperti al pubblico, adibiti a mostre e capaci di coinvolgere molti studenti delle scuole. Gli spazi che vengono adibiti a mostre sono
- SOSO - Correios Artes Visuais
- SOSO - Correios Multimedia - Grupo Antonio Mosquito
- UNAP
- SOSO - Bai Arte
- SOSO - Globo Artes Visuais
- SOSO - Baleizao
- SOSO - Escom

La data di inizio e di fine della Triennale di Luanda è difficile da identificare, perché vengono organizzati la manifestazione viene posposta, e allo stesso tempo vengono inaugurati eventi tra il 2005 e il 2007. Ruth Sacks partecipa alle inaugurazioni del 12 dicembre 2005. 
Durante l'inaugurazione del 4 novembre 2006 è organizzato un concerto di DJ Spooky. All'interno della Triennale di Luanda vengono anche presentate opere della collezione Sindika Dokolo. 
- 7 deadly sins di Kendell Geers
- Alien di Minnette Vári
- Atelier di Paulo Kapela
- Big artists are big people di Marlène Dumas
- Booby trapped Heaven di Amal El Kenawy
- Catetoca di Yonamine
- Dansons di Zoulikha Bouabdellah
- Democracy is forever, Street Scene, Don't get caught, Omo 2, Jaham Car Wash e Safe sex  di Santu Mofokeng
- Don't panic di Ruth Sacks
- Festin, hommage à William Burroughs, Save Manhattan 03'' di Mounir Fatmi
- How to blow up two heads at once di Yinka Shonibare
- Keep it real memorial to a youth di Olu Oguibe
- L'écriture infinie 3 di Bili Bidjocka
- Manroja di Ndilo Mutima
- Masked di Ingrid Mwangi
- Muhammad Ali di Andy Warhol
- Mulher fósforo di Nastio Mosquito
- Muxima di Alfredo Jaar
- New York is now di Paul D. Miller a.k.a Dj Spooky
- Ngola Bar di Kiluanji Kia Henda
- Noyau Noir di Miquel Barceló
- Post pop fuck 21 di Kendell Geers
- The best of the best di Yonamine
- The Wailers di Tracey Rose
- Untitled di Viteix
- Untitled di Chris Ofili
- Untitled di Ghada Amer
- Untitled di Mario Benjamin
- White Woman di Loulou Cherinet

### Triennale di Luanda, seconda edizione, 2010
La seconda edizione della Triennale di Luanda si svolge a Luanda dal 12 settembre al 19 dicembre 2010 con il titolo Geografia Emotiva: Arte ed Effetti (Emotional Geography: Art and Effects). L'evento è diretto da Fernando Alvim e curata in collaborazione con Simon Njami. La manifestazione è pubblicizzata con la descrizione "Per 14 settimane almeno 196 progetti teatrali saranno presentati, 28 conferenze in Angola e nel mondo, 28 eventi di legati a moda, teatro, cinema, danza e musica sono inoltre parte del programma".
La manifestazione si svolge in cinque sedi principali, tra le quali la Platinium gallery.
La triennale è organizzata in una serie di esposizioni: 
Partecipano alla triennale tra gli altri Chris Ofili, Kendell Geers, Ghada Amer e Bili Bidjocka.
La seconda edizione è inaugurata dal governatore di Luanda Francisca do Espírito Santo, che sostiene la manifestazione in particolare per la sua capacità di avere ricadute educative e di indirizzarsi ai giovani; la triennale permette di avvicinare il pubblico alla cultura attraverso più discipline e di essere un fattore di inclusione sociale.